# Holy Cross (Alaska)
Holy Cross és una població dels Estats Units a l'estat d'Alaska. Segons el cens del 2007 tenia 204 habitants.

## Demografia
Segons el cens del 2000, Holy Cross tenia 227 habitants, 64 habitatges, i 49 famílies La densitat de població era de 2,8 habitants/km².
Dels 64 habitatges en un 43,8% hi vivien nens de menys de 18 anys, en un 46,9% hi vivien parelles casades, en un 15,6% dones solteres, i en un 23,4% no eren unitats familiars. En el 17,2% dels habitatges hi vivien persones soles el 3,1% de les quals corresponia a persones de 65 anys o més que vivien soles. El nombre mitjà de persones vivint en cada habitatge era de 3,55 i el nombre mitjà de persones que vivien en cada família era de 4.
Per edats la població es repartia de la següent manera: un 38,8% tenia menys de 18 anys, un 7,9% entre 18 i 24, un 28,6% entre 25 i 44, un 17,2% de 45 a 60 i un 7,5% 65 anys o més.
L'edat mediana era de 27 anys. Per cada 100 dones hi havia 136,5 homes. Per cada 100 dones de 18 o més anys hi havia 127,9 homes.
La renda mediana per habitatge era de 21.875 $ i la renda mediana per família de 26.250 $. Els homes tenien una renda mediana de 37.813 $ mentre que les dones 16.250 $. La renda per capita de la població era de 8.542 $. Aproximadament el 33,3% de les famílies i el 45,6% de la població estaven per davall del llindar de pobresa.

## Poblacions més properes
El següent diagrama mostra les poblacions més properes.